# Archer Lodge
Archer Lodge è un comune degli Stati Uniti d'America, situato in Carolina del Nord, nella contea di Johnston. Secondo il censimento del 2020 gli abitanti di Archer Lodge ammontavano a 4 797.